# مرا بغل نکن می‌ترسم
منو بغل نکن من میترسم (به انگلیسی: Don't Hug Me I'm Scared) یک مجموعه‌ی تحت وب از فیلم‌های کوتاه است که از سال ۲۰۱۱ میلادی توسط هنرمندان بریتانیایی Becky Sloan و Joseph Pelling ساخته شد. این مجموعه ابتدا در وب سایت هنرمندان منتشر شد و بعداً در وب سایت‌هایی مانند یوتیوب آپلود گردید. هر قسمت از این مجموعه در ابتدا شبیه به یک نمایش عروسکی برای کودکان است، اما پس از مدتی شکل تاریکی به خود می‌گیرد. تاکنون ۶ اپیزود از این مجموعه منتشر شده است. 